# Compagnie des tramways Sud

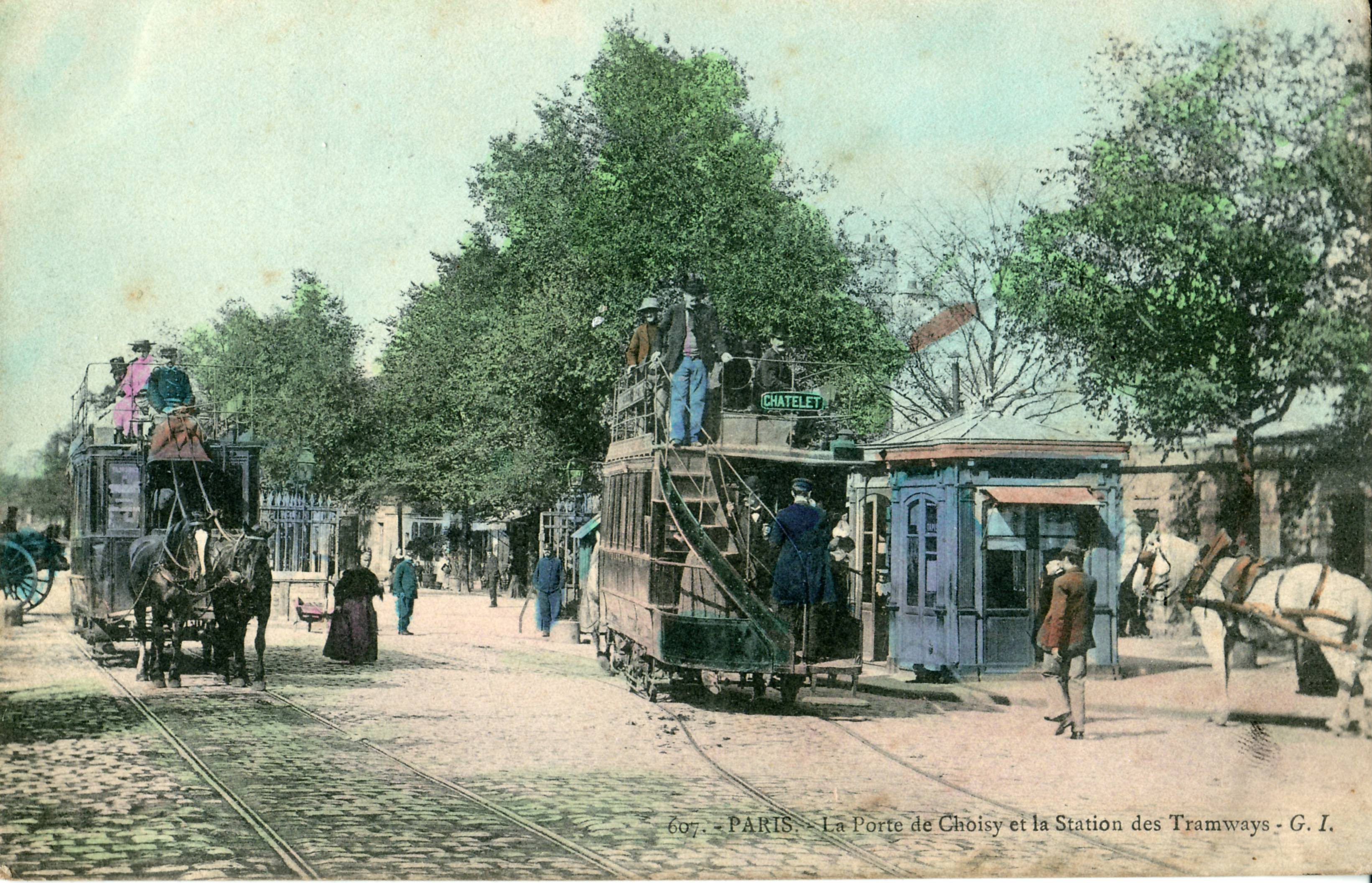
Les tramways à Choisy-le-Roi.

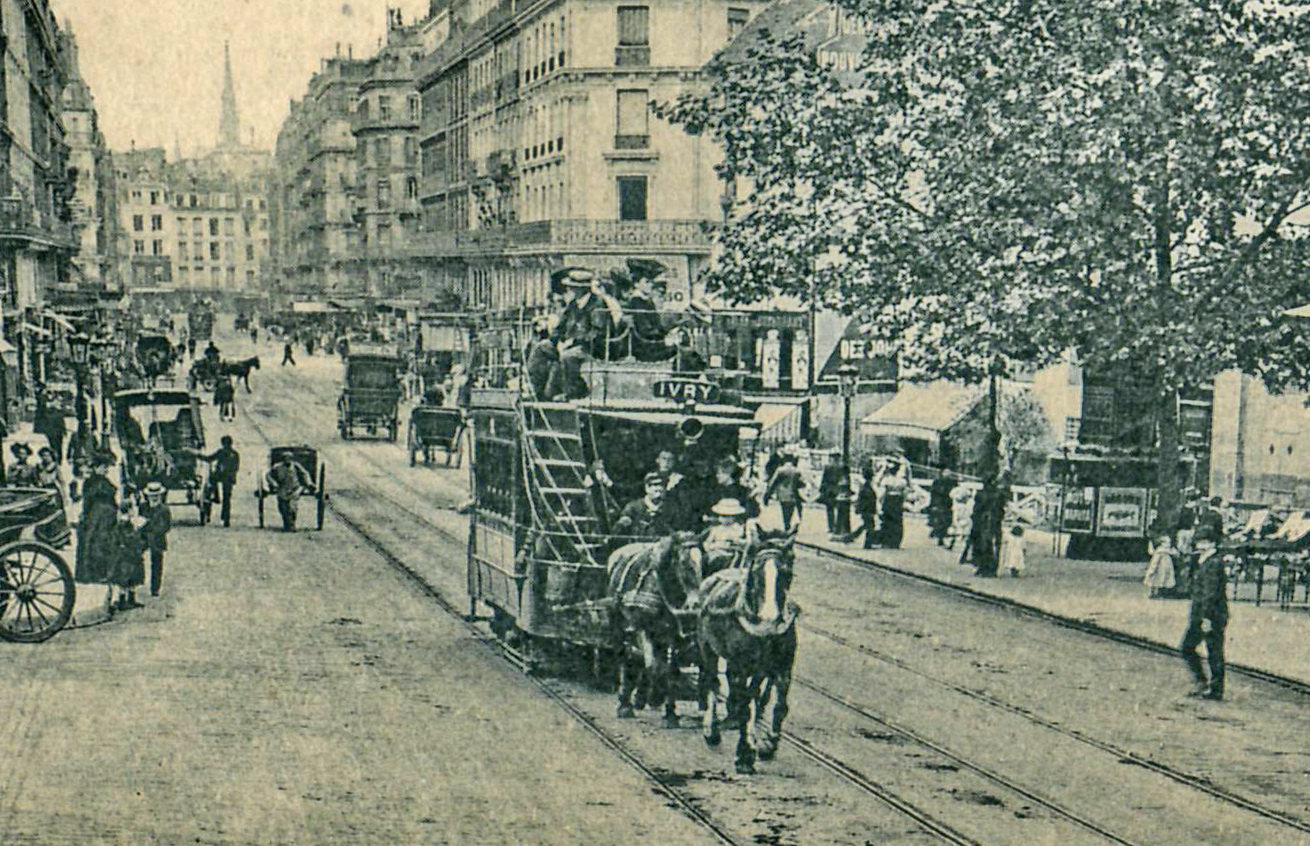
Tramway pour Ivry, rue Monge.

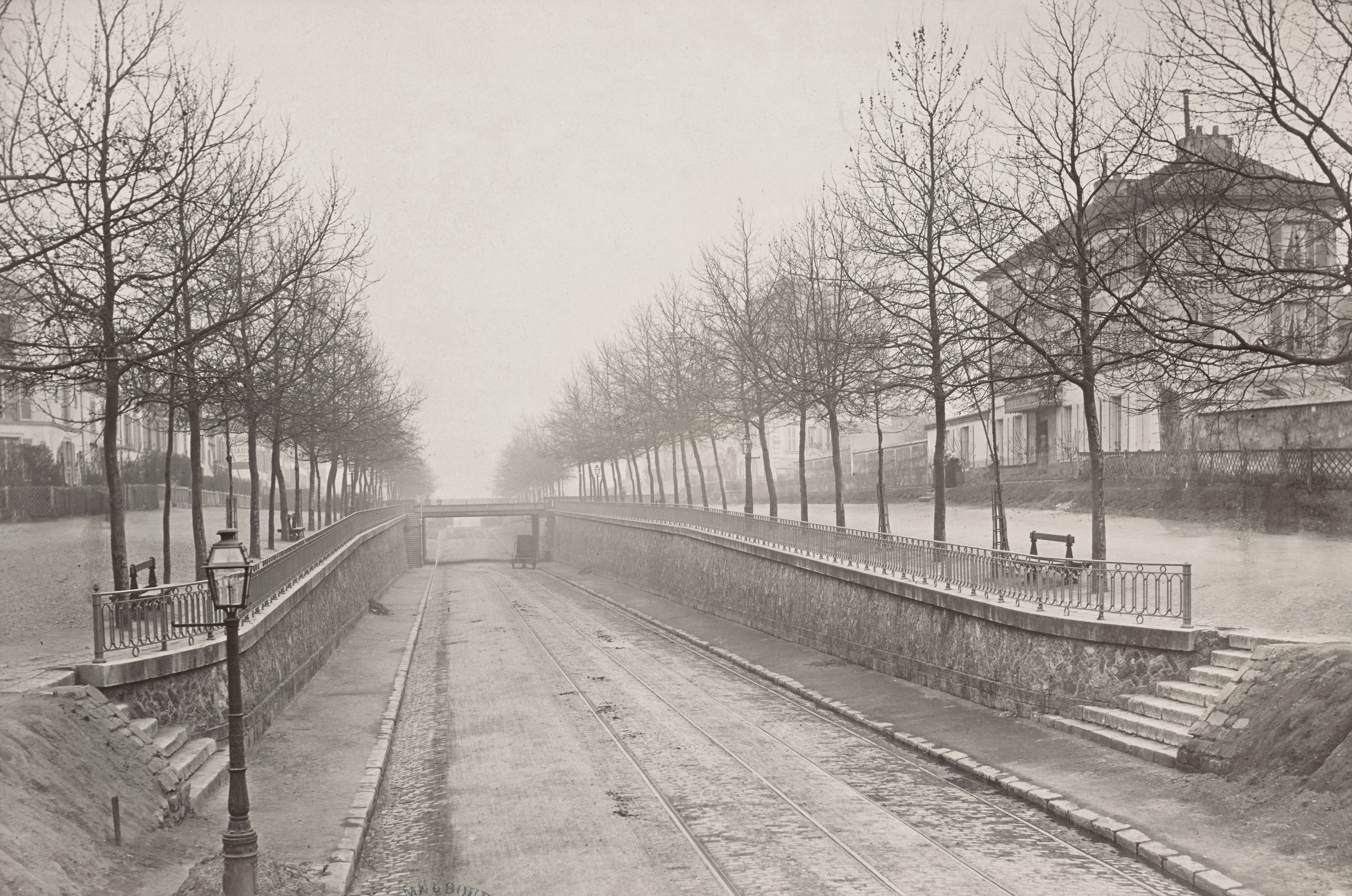
Les voies du tramway, avenue de Saint-Mandé.

La Compagnie des tramways Sud est créée en 1873 pour construire et exploiter un réseau de tramways à chevaux dans l'arrondissement sud du département de la Seine, (arrondissement de Sceaux). Elle succède à Monsieur Gustav Palmer Harding, domicilié 66 avenue des Champs-Élysées à Paris, qui avait obtenu la concession du réseau auprès de ce département.
La compagnie tombe en faillite en 1884 et se voit remplacée par la Compagnie générale parisienne de tramways, le 4 août 1890.

## Lignes
- 1 — Saint-Germain-des-Prés- Chatillon - Fontenay-aux-Roses
- 2 — Étoile – Gare Montparnasse
- 3 — Gare Montparnasse – Bastille
- 4 — Place Valhubert – Villejuif
- 5 — Saint-Germain-des-Prés – Vanves – Clamart
- 6 — Montreuil - Nation
- 7 — Bastille - Saint-Mandé - Charenton
- 8 — Place Valhubert - Nation
- 9 — Ivry - Square Cluny
- 10 — Vitry - Choisy-le-roi -  Square Cluny
- 11 — Avenue d'Antin – Porte de Versailles – Vanves (Église)